# Брандон (Айова)
Брандон (англ. Brandon) — місто (англ. city) в США, в окрузі Б'юкенан штату Айова. Населення — 341 особа (2020).

## Географія
Брандон розташований за координатами 42°18′54″ пн. ш. 92°0′12″ зх. д. / 42.31500° пн. ш. 92.00333° зх. д. (42.315034, -92.003222).  За даними Бюро перепису населення США в 2010 році місто мало площу 0,82 км², уся площа — суходіл.

## Демографія
Згідно з переписом 2010 року, у місті мешкало 309 осіб у 130 домогосподарствах у складі 82 родин. Густота населення становила 378 осіб/км².  Було 152 помешкання (186/км²).
Расовий склад населення:
| - 95,8 % — білих - 1,3 % — корінних американців - 0,3 % — вихідців з тихоокеанських островів - 0,3 % — чорних або афроамериканців - 1,0 % — осіб інших рас |

До двох чи більше рас належало 1,3 %. Частка іспаномовних становила 5,2 % від усіх жителів.
За віковим діапазоном населення розподілялося таким чином: 26,5 % — особи молодші 18 років, 59,3 % — особи у віці 18—64 років, 14,2 % — особи у віці 65 років та старші. Медіана віку мешканця становила 36,1 року. На 100 осіб жіночої статі у місті припадало 95,6 чоловіків;  на 100 жінок у віці від 18 років та старших — 108,3 чоловіків також старших 18 років.
Середній дохід на одне домашнє господарство  становив 44 176 доларів США (медіана — 43 750), а середній дохід на одну сім'ю — 52 273 долари (медіана — 47 813). За межею бідності перебувало 19,9 % осіб, у тому числі 21,1 % дітей у віці до 18 років та 10,0 % осіб у віці 65 років та старших.
Цивільне працевлаштоване населення становило 158 осіб. Основні галузі зайнятості: освіта, охорона здоров'я та соціальна допомога — 29,7 %, виробництво — 21,5 %, транспорт — 9,5 %, роздрібна торгівля — 9,5 %.